# Provinz Tosa

Provinz Tosa (heute Präfektur Kōchi)

Tosa (jap. 土佐国, Tosa no kuni) oder Doshū (土州) war eine alte Provinz auf der Insel Shikoku in Japan. Sie entspricht der heutigen Präfektur Kōchi.

## Geschichte
Zwischen 1470 und 1573 wurde die Provinz, nachdem die Hosokawa alle Autorität verloren hatten, von den Tosa-Ichijō (土佐一条氏), einer Seitenlinie der hochadligen Ichijō, beherrscht. Die Seitenlinie stammt von Ichijō Norifusa ab. Deren letztes Familienoberhaupt Ichijō Kanesada (一條 兼貞; 1543–85) verlor nach 1568 Land und Macht an seinen Vasallen Chōsokabe Motochika. Dessen Herrschaft wurde wiederum durch den Feldzug Toyotomi Hideyoshis 1585 vernichtet.
Yamanouchi Kazutoyo (1546–1605) vom Yamanouchi-Klan kämpfte auf der Seite Tokugawa Ieyasus, der ihm dafür im Jahr 1600 Tosa als Lehen übertrug. Mit dem damit verbundenen Einkommen von 242.000 Koku gehörte er zu den großen Daimyō. Sein Nachkomme Yamanouchi Yōdō (1827–1872) gehörte dann aber zu schärfsten Befürwortern der Abschaffung des Shōgunats und der Wiedereinsetzung des Tennō in seine alten Rechte. Der bekannteste Samurai der Tokugawa-Gegner des Tosa-han, Sakamoto Ryōma, der 1867 auf Weisung des Shogunats ermordet wurde, wird bis heute verehrt.
Tosa ist berühmt für die nach der Provinz benannten Tosa-Hunde (Tosa inu), einer Kreuzung unter anderem aus Bulldogge, Mastiff und einheimischen Rassen. Tosa ist auch Namensgeber des Tosa Nikki (土佐日記), eines Tagebuchromans von Ki no Tsurayuki von 935, dem ersten bedeutenden Werk der japanischen Tagebuchliteratur. Es beschreibt die Rückkehr des Gouverneurs von Tosa – des Autors selbst – in die damalige Hauptstadt Kyōto aus Sicht einer Hofdame der Entourage. Tosa ist weiter der Name einer Stadt im Zentrum der Präfektur Kōchi mit etwa 30.000 Einwohnern. Der Asteroid des äußeren Hauptgürtels (3150) Tosa ist nach der Provinz benannt.

## Umfang
Die Provinz Tosa umfasste folgende spätere Landkreise (gun):
- Agawa (吾川郡)
- Aki (安芸郡)
- Hata (幡多郡)
- Kami (香美郡)
- Nagaoka (長岡郡)
- Takaoka (高岡郡)
- Tosa (土佐郡)